# 고이야마촌
고이야마촌(五位山村)은 도야마현 니시토나미군에 있던 촌이다. 현재의 다카오카시 중 구 후쿠오카정 북서쪽 끝의 고이야마 지구에 해당한다. 

## 역사
- 1889년 4월 1일 - 정촌제 시행에 의해  도나미군 고이야마촌이 성립하였다.
- 1896년 4월 1일 - 군 개편에 의해 도나미군이 분할해 니시토나미군이 성립에 의해 니시토나미군에 속하게 되었다.
- 1954년 8월 1일 - 니시고이촌과 합병해 후쿠오카정이 성립하였다.

## 참고문헌
- 『市町村名変遷辞典』東京堂出版、1990年。